# Haddekuche
La haddekuche è un dolce tradizionale di Francoforte sul Meno, in Germania.

## Caratteristiche
La haddekuche è una specie di pan di zenzero a forma di diamante dalla consistenza molto dura. La parola "haddekuche" è l'equivalente in dialetto assiano di harter Kuchen, che significa "torta dura". Le haddekuche vengono spesso offerte dai venditori di pretzel che vagano per i locali che vendono apfelwein della città.